# 1268 en santé et médecine
| Années de la santé et de la médecine : 1265 - 1266 - 1267 - 1268 - 1269 - 1270 - 1271    |
| Décennies de la santé et de la médecine : 1230 - 1240 - 1250 - 1260 - 1270 - 1280 - 1290 |

Cet article présente les faits marquants de l'année 1268 en santé et médecine.

## Événements

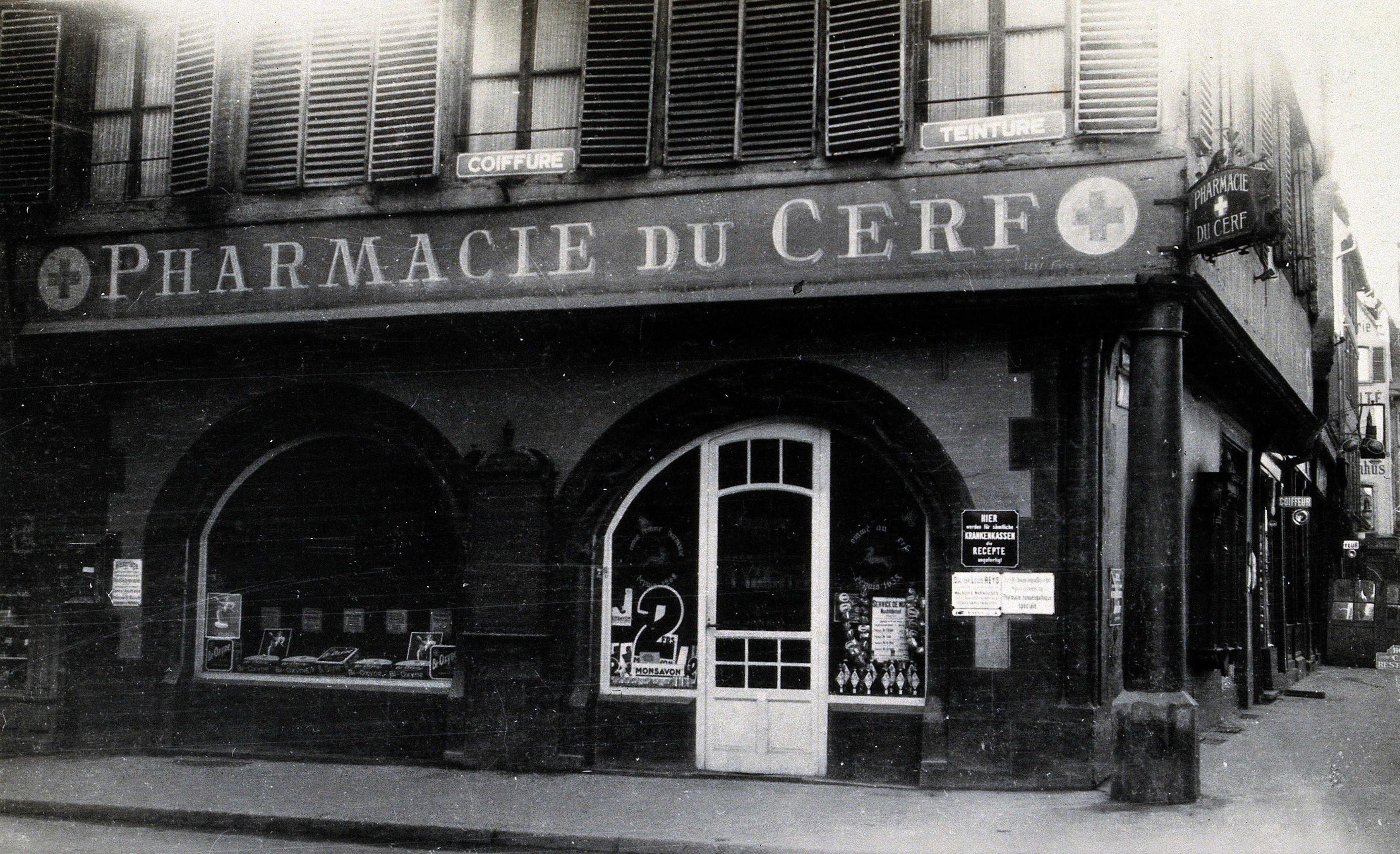
Strasbourg
Pharmacie du Cerf

- À Strasbourg, une officine d'apothicaire est attestée à l'emplacement où une pharmacie, dite « Au cerf d'or » en 1635 et, depuis, « Pharmacie du cerf », sera encore ouverte en l'an 2000, au 10, place de la Cathédrale[1].

- Première mention à Rhinau, en Alsace, dans la principauté épiscopale de Strasbourg, d'un hôpital appartenant aux frères de Saint-Jean de Jérusalem[2].
- Jean de Bourgogne, seigneur de Charolais et de Bourbon, deuxième fils de Hugues IV, fonde par testament un hôpital à Moulins[3].
- Vers 1268 : le Livre des métiers d'Étienne Boileau, prévôt de Paris, soumet au même régime les « ciriers », les « poivriers » et les « apothicaires », mais il ne dit rien des « herbiers », « pourtant distingués des apothicaires par les maîtres en médecine en 1271 et mentionnés parmi les taillables en 1292[4] ».

## Publication
- Guillaume de Salicet (1210-c.1276) achève la première version de sa Chirurgie, dont la dernière ne sera rédigée qu'en 1275[5].

## Personnalités
- Fl. à Belley Clément[6] et Mathieu[7], médecins de Pierre II, comte de Savoie.
- Fl. Girard, barbier à Salins[6].
- Fl. Salvagnus, clerc et médecin de Bertran de Saint-Martin, archevêque d'Arles[7].
- 1264-1268 : fl. Jacques, médecin de Pierre II, comte de Savoie et de sa femme Agnès de Faucigny, qu'il assiste dans leur dernière maladie[6].
- 1268-1286 : fl. Bertrand, médecin, mort en 1286 au plus tard, cité dans les testaments du doyen de Montbrison et de Pierre, chevalier de Marcilly, et peut-être identifiable à Bertrand de Cossat, père d'un juge du Forez[8].

## Décès
- 1267 ou 1268 : Ibn al-Lubudi (né en 1210 ou 1211), médecin, mathématicien, astronome et philosophe arabe originaire d'Alep, auteur du Recueil de discussions sur cinquante questions de psychologie et de médecine[9].